# Якуб Пірлінґ
Якуб Пірлінґ (нім. Jakob Pierling, пол. Jakub Pierling; 28 травня 1784, Санкт-Петербург — 10 квітня 1870, Рим) — церковний діяч, педагог, священик Товариства Ісусового, провінціал Галицької провінції єзуїтів у 1831—1837 і 1843—1846 роках.

## Життєпис
Син баварського купця. 16 вересня 1803 року вступив до єзуїтів у Дюнабурзі. У Полоцькому єзуїтському колегіумі вивчав філософію (1805—1807) і богослов'я (1807—1811). Висвячений на священика 30 травня 1809 року. Після закінчення навчання залишився у своїй альма-матер. Професор цивільної та військової архітектури (1811—1816) і німецької мови (1813—1819), регент конвікту Полоцької єзуїтської академії. У 1819—1820 роках — регент конвікту і професор французької мови у Вітебську.
Після вигнання Товариства Ісуса з Російської імперії (1820), перебрався в українські володіння австрійських Габсбургів. Був професором, а в 1829—1831 роках — ректором в Тернополі. У 1829 році відкрив новіціат у Ґраці, а потім заснував колегії в Лінці та Інсбруці. У 1831—1837 і 1843—1846 роках був провінціалом Галицької провінції Товариства Ісуса. У 1838—1843 і 1846—1850 роках — віце-провінціалом в Австрії.
Під час важкої хвороби генерала Товариства Ісуса Яна Філіпа Ротана (1853), був генеральним вікарієм і головував на XXII Генеральній конгрегації Товариства Ісуса. До самої смерті в 1870 році був асистентом генерала Товариства Ісуса у справах Німеччини.
Зробив значний внесок у справу відродження єзуїтів у Австрії, Німеччині, Швейцарії та Нідерландах. Помер 10 квітня 1870 року в Римі.